# Hermann Cohen
Hermann Cohen (Hamburg, 1820. november 10. – Spandau, 1871. január 20.) német zongorista, karmelita pap.

## Élete
Hermann Cohen egy német zsidó családból származott.

### Művészi pályafutás
Négy és fél éves korától zongorázni tanult. Környezete csodálta tehetségét. Tízéves korában Frankfurtba hívták hercegi udvarokban zongorázott, ahol gyermek zseninek tartották. De ő fiatalon Párizsba vágyódott. 12 évesen utazik oda, és Liszt Ferenc tanítványa lett. A párizsi szalonokban együtt játszottak. George Sanddal is megismerkedett, aki írásaiban gyakran emlegette. A fiatal zseni gőgös lett, és szenvedélyeinek hódolt. Genfbe utazott ahol a hazárdjátéknak élt. Majd visszatért Párizsba. 1847 májusban Napoléon Joseph Ney, Moszkva hercege karmestert keresett, aki majd vezényelné a Bourgogne utcai Szent Valér-templom énekkarát. Cohen elvállalta. Az énekkar szereplése Szűz Mária tiszteletére, a templomi mise ékessége volt. Amikor a pap áldást osztott a híveknek, ő belső késztetést érzett.

### Ágoston atya
A következő misére is elment, és a pap által felemelt ostyára nézve megérezte a jóságos Isten jelenlétét. Bár részt vett a misén, de nem értette mi történik. Egy hercegnő segítségével kapcsolatba került egy pappal, aki elmagyarázta. 1847. augusztus 28-án Hippói Szent Ágoston emléknapján megkeresztelkedett. Az Ágoston Mária Henrik nevet választotta magának. Élete is megváltozott. Már nem az a kicsapongó, pazarló világfi volt. Korábbi társasága sajnálta, hogy mindig vallásáról beszél, és a világi társaság előtt elveszettnek tartották. Arra törekedett, hogy adósságait visszafizesse. Családja mások leveleiből tudta csak meg, hogy fiúk katolikus lett. 1848-ban azonban ő maga számol be családjának:

„Noviciátusom töltöm a kármelhegyi Boldogasszony rendjében, mely szigorúságáról, a bűnbánó vezekléséről és az Isten iránti szeretetéről vált ismertté.”

1851 április 19-én pappá szentelték. Rögtön térítő munkába kezdett. Nagy örömmel töltötte el, hogy testvére és unokaöccse is felvette a keresztséget. Kolostorokat alapított Franciaországban. A régi ismerősök között csak néhányan hallgatták igehirdetéseit, köztük volt Liszt Ferenc.
Szemén zöld hályog keletkezett, ami akadályozta az olvasásban. Kilencedet kezdett imádkozni a Lourdes-i Szűzanya tiszteletére, majd Lourdes-ba zarándokolt a forráshoz. Ezután szeme fokozatosan javulni kezdett, és végül meggyógyult. Bernadette nevű testvére kolostorba vonult. Ágoston atya találkozott haldokló apjával, aki korábban kitagadta és árulónak bélyegezte. Halálos ágyához hívta, ezt mondta:

„Megbocsátom mind a három rettenetes bűnödet: hogy katolikus lettél, hogy katolikus hitre térítetted a testvéredet is, és hogy megkeresztelted az unokaöcsédet.”

Az 1870-es években a porosz–francia háború miatt a németországi zsidó származása miatt nem látták szívesen Franciaországban. Genfbe utazott. A püspök magához hívta, hogy mint német származású, legyen a francia hadifoglyok lelkipásztora Németországban.
1870 november 24-én avval a kijelentéssel távozott, hogy Németországban fogják sírba tenni. Az 1871-es tél Spandauban kegyetlen hideg volt, ami nagy megpróbáltatás volt számára, és meghalt.
Levelei között találtak olyan feljegyzést, melyben összegzi életét a boldogság szempontjából. Kereste utazásban, művészetben, játékok hevében, parttalan vágyak kielégítésében, de megtalálta:

„Csakis Isten képes lecsillapítani az emberi szív vágyát. Mária felkínálta az Eucharisztia titkát. És felismertem: az Eucharisztia az élet a boldogság!”